# Jameleddine Gharbi
Jameleddine Gharbi ou Jamel Eddine Gharbi (arabe : جمال الدين الغربي), né le 5 décembre 1964 à Souk El Arba, est un homme politique tunisien.

## Biographie
Il obtient un doctorat à l'École des hautes études commerciales de Montréal puis commence à enseigner à l'université de Jendouba, dont il est aussi vice-président, directeur des stages et responsable du service de l'enseignement virtuel (e-learning). Il est aussi le président fondateur d'une association de développement et d'investissement et le chef de la section du Centre de réflexion stratégique pour le développement du Nord-Ouest, basé à Jendouba.
Il a publié une quarantaine d'articles scientifiques dans des magazines tunisiens et américains. Parmi ses ouvrages figurent Ontologie du marketing et Épistémologie du marketing.
Membre d'Ennahdha, il est choisi après l'élection de l'assemblée constituante, survenue le 23 octobre 2011, comme ministre du Développement régional et de la Planification au sein du gouvernement Hamadi Jebali. Il est assisté d'un secrétaire d'État, Lamine Doghri, qui devient, le 13 mars 2013, ministre du Développement et de la Coopération internationale.
Il est marié et père de quatre enfants.